# Jesús de Nazaret (película de 2019)
Jesús de Nazaret: el Hijo de Dios o, simplemente Jesús de Nazaret, es una película colombo-española de 2019, que narra la vida de Jesús a partir de su estadía en el desierto del valle del Jordán pasando por el viacrucis y llegando a la resurrección.
La película fue rodada en Almería, Cartagena, Cabo de Gata, Vélez-Blanco (España) y cuenta con un elenco extenso y más de mil seiscientos extras que darán vida a la película sobre Jesucristo rodada en español con unos valores de producción con tecnología de grabación.

## Reparto
- Julian Gil como Jesús.
- Mayrin Villanueva como María madre.
- Lincoln Palomeque[4] como Simón Pedro.
- Eugenio Siller como Juan.
- Gaby Espino como María Magdalena.
- Santiago Ramundo como Judas.
- Pedro Moreno como Tomás.
- Mauricio Henao como Santiago.
- Marlene Favela como Salomé.
- Anaju Dorigon como Marta de Betania.
- Sergio Goyri como Herodes Antipas.
- Mario Cimarro como Juan el Bautista.
- Fernando Allende como Caifás.
- Sergio Marone como Poncio Pilato.
- Carlos de la Mota como el Centurión.
- Miguel Arce como Barrabás.
- José Varela como Nicodemo.
- J. C. Montes-Roldan como Diablo.